# 蝴蝶君
蝴蝶君（英語：M. Butterfly）是美籍華裔劇作家黃哲倫根据京剧演员时佩璞的生平改编的話劇。它為引述普契尼歌劇《蝴蝶夫人》之作品，而把Madame改為M.，表示主角的身分從女性改變為無法知道性別的M.（可為Monsieur亦可為Madame）。故事從《蝴蝶夫人》的歌劇表演開始，講述一名法國駐華大使館官員高仁尼（René Gallimard）愛上京剧男旦宋的故事。故事時間背景設定於1947年到1986年，主要敘述第二次世界大戰後的中國，且重心放在越戰與中国共产党與越共之間的關係。

## 故事大綱
宋麗伶為京劇男旦，與高仁尼第一次的會面中，他飾演了《蝴蝶夫人》中的女主角。而身為法國人的仁尼並不瞭解中國京劇有男扮女裝的傳統，因而愛上男兒身卻做女性裝扮的宋麗伶。宋其實為中國共產黨的間諜，勾引仁尼是為了竊取法國的軍事機密，以便打贏越戰。而劇中巧妙利用西方白種人對東方社會的認知，仁尼與宋生活了二十年並沒有發現宋其實為男兒身。宋麗伶在最後法國審判中如此說道：「因為在西方人眼中的東方總是陰柔的，因此我在仁尼眼中也不可能是個完整的男人。」作者藉此把東西方文化差異套用在性別倒錯上，成為一個巧妙安排文化與性别認知的劇作。

## 改編
《蝴蝶君》被改編為同名電影，由尊龍和傑瑞米·艾恩斯主演，話題性與文化意義皆重大深厚。